# Selección femenina de fútbol sub-20 de México
La Selección femenina de fútbol sub 20 de México es el equipo representativo del país en las competiciones oficiales de fútbol femenino de la categoría sub-20. La Federación Mexicana de Fútbol está encargada del funcionamiento de la sub-20. En los primeros años la selección Juvenil era una Sub-19, pero en el año 2006 FIFA decidió que la selección Juvenil se convirtiera en una Sub-20.
El equipo ha alcanzado los cuartos de final en la Copa Mundial Femenina de Fútbol Sub-20 de la FIFA en cuatro ocasiones y ha ganado el Campeonato Femenino Sub-20 de la Concacaf dos veces.
La mayoría de los miembros del equipo juegan en la Liga MX Femenil, según el requisito de 1000 minutos de la liga para jugadoras jóvenes y la NCAA.[cita requerida]

## Jugadoras

### Última convocatoria
Convocatoria para disputar el Campeonato Femenino Sub-20 de la Concacaf de 2023.
| Posición       | Nombre               | Club                 |
| -------------- | -------------------- | -------------------- |
| Guardameta     | Renatta Cota         | América              |
| Guardameta     | Itzel Velasco        | América              |
| Guardameta     | Carmen López         | DKSC                 |
| Defensa        | Michel Fong          | Tijuana              |
| Defensa        | Giselle Espinoza     | Concorde Fire        |
| Defensa        | Isabela Esquivias    | León                 |
| Defensa        | Bianca Muñoz         | León                 |
| Defensa        | Natalia Colín        | Toluca               |
| Defensa        | Ana Mendoza          | Universidad Nacional |
| Centrocampista | Alexa Curiel         | Atlas                |
| Centrocampista | Alejandra Lomelí     | Atlas                |
| Centrocampista | Alice Soto           | Pachuca              |
| Centrocampista | Fátima Servín        | Monterrey            |
| Delantero      | Montserrat Saldívar  | América              |
| Delantero      | Paola García Ramírez | Atlas                |
| Delantero      | Valerie Vargas       | Beach                |
| Delantero      | Mailin Orozco        | Tijuana              |
| Delantero      | Hailey Gordon        | Slammers FC HB Køge  |
| Delantero      | Tatiana Flores       | Real Oviedo          |
| Delantero      | América Frías        | UCLA                 |
| Delantero      | Maribel Flores       | Slammers FC HB Køge  |
| Entrenador     | Ana Galindo          |                      |

## Últimos y próximos encuentros
Actualizado al último partido jugado el 6 de junio de 2025
| Fecha      | Ciudad   | Local          | Resultado      | Visitante      | Competencia                      |
| ---------- | -------- | -------------- | -------------- | -------------- | -------------------------------- |
| 01-06-2024 | Aviñón   | Japón          | 0:3            | México         | Sud Ladies Cup 2024              |
| 04-06-2024 | Aviñón   | México         | 0:0 (3:4 pen.) | Francia        | Sud Ladies Cup 2024              |
| 13-07-2024 | Clarke   | Estados Unidos | 1:1            | México         | Partido amistoso                 |
| 16-07-2024 | Athens   | Estados Unidos | 3:0            | México         | Partido amistoso                 |
| 22-08-2024 | Bogotá   | México         | 0:0            | Ghana          | Partido amistoso                 |
| 26-08-2024 | Bogotá   | México         | 1:0            | Nigeria        | Partido amistoso                 |
| 31-08-2024 | Bogotá   | Camerún        | 2:2            | México         | Copa Mundial Femenil Sub-20 2024 |
| 03-09-2024 | Bogotá   | México         | 2:0            | Australia      | Copa Mundial Femenil Sub-20 2024 |
| 06-09-2024 | Medellín | México         | 0:1            | Colombia       | Copa Mundial Femenil Sub-20 2024 |
| 11-09-2024 | Bogotá   | México         | 2:3 (t.s.)     | Estados Unidos | Copa Mundial Femenil Sub-20 2024 |
| 25-05-2025 | Alajuela | Costa Rica     | 1:3            | México         | Partido amistoso                 |
| 29-05-2025 | Alajuela | México         | 6:0            | Nicaragua      | Campeonato Femenil Sub-20 2025   |
| 31-05-2025 | Alajuela | Panamá         | 0:4            | México         | Campeonato Femenil Sub-20 2025   |
| 02-06-2025 | Alajuela | México         | 4:2            | Canadá         | Campeonato Femenil Sub-20 2025   |
| 06-06-2025 | Alajuela | México         | 4:0            | Costa Rica     | Campeonato Femenil Sub-20 2025   |
| 08-06-2025 | Alajuela | México         | 2:3 (t.s.)     | Canadá         | Campeonato Femenil Sub-20 2025   |

## Estadísticas

### Copa Mundial Femenina Sub-20
| Edición                 | Resultado        | Posición        | PJ              | PG              | PE              | PP              | GF              | GC              | Dif.            |
| ----------------------- | ---------------- | --------------- | --------------- | --------------- | --------------- | --------------- | --------------- | --------------- | --------------- |
| Canadá 2002             | Primera fase     | 11.º            | 3               | 0               | 0               | 3               | 5               | 10              | -5              |
| Tailandia 2004          | No se clasificó  | No se clasificó | No se clasificó | No se clasificó | No se clasificó | No se clasificó | No se clasificó | No se clasificó | No se clasificó |
| Rusia 2006              | Primera fase     | 12.º            | 3               | 1               | 0               | 2               | 5               | 15              | -10             |
| Chile 2008              | Primera fase     | 15.º            | 3               | 0               | 0               | 3               | 2               | 12              | -10             |
| Alemania 2010           | Cuartos de final | 8.º             | 4               | 1               | 2               | 1               | 6               | 7               | -1              |
| Japón 2012              | Cuartos de final | 6.º             | 4               | 2               | 0               | 2               | 7               | 5               | +2              |
| Canadá 2014             | Primera fase     | 11.º            | 3               | 0               | 2               | 1               | 3               | 4               | -1              |
| Papúa Nueva Guinea 2016 | Cuartos de final | 7.º             | 4               | 2               | 0               | 2               | 6               | 7               | -1              |
| Francia 2018            | Primera fase     | 11.º            | 3               | 1               | 0               | 2               | 5               | 10              | -5              |
| Costa Rica 2022         | Cuartos de final | 8.º             | 4               | 1               | 2               | 1               | 2               | 2               | 0               |
| Colombia 2024           | Octavos de final | 13.º            | 4               | 1               | 1               | 2               | 6               | 6               | 0               |
| Polonia 2026            | Por disputarse   | Por disputarse  | Por disputarse  | Por disputarse  | Por disputarse  | Por disputarse  | Por disputarse  | Por disputarse  | Por disputarse  |
| TOTAL                   | 10/11            | 12.º            | 35              | 9               | 7               | 19              | 47              | 78              | -31             |

#### Premios
Premios recibidos por jugadoras mexicanas en la Copa Mundial Femenina Sub-20 de la FIFA:
| Copa Mundial | Jugadora          | Premio         |
| ------------ | ----------------- | -------------- |
| Japón 2012   | Olivia Jiménez    | Gol del Torneo |
| Francia 2018 | Jacqueline Ovalle | Gol del Torneo |

### Campeonato Femenino Sub-20 de la Concacaf
| Edición                   | Resultado        | Posición | PJ | PG | PE | PP | GF  | GC | Dif. |
| ------------------------- | ---------------- | -------- | -- | -- | -- | -- | --- | -- | ---- |
| Trinidad y Tobago 2002    | Ganador de grupo | -        | 3  | 2  | 1  | 0  | 9   | 2  | +7   |
| Canadá 2004               | Cuarto lugar     | 4.º      | 5  | 2  | 0  | 3  | 14  | 16 | -2   |
| México 2006               | Tercer lugar     | 3.º      | 5  | 3  | 0  | 2  | 18  | 7  | +11  |
| México 2008               | Tercer lugar     | 3.º      | 5  | 2  | 1  | 2  | 13  | 7  | +6   |
| Guatemala 2010            | Subcampeón       | 2.º      | 5  | 3  | 0  | 2  | 6   | 4  | +2   |
| Panamá 2012               | Tercer lugar     | 3.º      | 5  | 3  | 0  | 2  | 18  | 6  | +12  |
| Islas Caimán 2014         | Subcampeón       | 2.º      | 5  | 4  | 0  | 1  | 22  | 6  | +16  |
| Honduras 2015             | Tercer lugar     | 3.º      | 5  | 3  | 2  | 0  | 11  | 2  | +9   |
| Trinidad y Tobago 2018    | Campeón          | 1.º      | 5  | 2  | 2  | 1  | 9   | 4  | +5   |
| República Dominicana 2020 | Subcampeón       | 2.º      | 7  | 5  | 1  | 1  | 27  | 7  | +20  |
| República Dominicana 2022 | Subcampeón       | 2.º      | 7  | 6  | 0  | 1  | 28  | 3  | +25  |
| República Dominicana 2023 | Campeón          | 1.º      | 5  | 5  | 0  | 0  | 15  | 2  | +13  |
| TOTAL                     | 11/11            | 3.º      | 62 | 40 | 7  | 15 | 190 | 66 | +124 |

#### Premios
Premios recibidos por jugadoras mexicanas en el Campeonato Femenino Sub-20 de la Concacaf:
| Campeonato                | Jugadora/Equipo     | Premio                 |
| ------------------------- | ------------------- | ---------------------- |
| México 2006               | Charlyn Corral      | Bota de Oro            |
| Panamá 2012               | Natalia Gómez Junco | Bota de Oro            |
| Islas Caimán 2014         | Tanya Samarzich     | Bota de Oro            |
| Trinidad y Tobago 2018    | Miriam García       | Balón de Oro           |
| Trinidad y Tobago 2018    | Emily Alvarado      | Guante de Oro          |
| República Dominicana 2020 | Wendy Toledo        | Guante de Oro          |
| República Dominicana 2023 | Alice Soto          | Balón de Oro           |
| República Dominicana 2023 | Itzel Velasco       | Guante de Oro          |
| Costa Rica 2025           | Montserrat Saldívar | Balón de Oro           |
| Costa Rica 2025           | Montserrat Saldívar | Bota de Oro            |
| Trinidad y Tobago 2018    | México              | Premio al Juego Limpio |
| República Dominicana 2020 | México              | Premio al Juego Limpio |
| República Dominicana 2022 | México              | Premio al Juego Limpio |

## Seleccionadores
| Edición                 | Entrenador          |
| ----------------------- | ------------------- |
| Canadá 2002             | Leonardo Cuéllar    |
| Rusia 2006              | Leonardo Cuéllar    |
| Chile 2008              | Andrea Rodebaugh    |
| Alemania 2010           | Roberto Medina      |
| Japón 2012              | Leonardo Cuéllar    |
| Canadá 2014             | Christopher Cuéllar |
| Papúa Nueva Guinea 2016 | Roberto Medina      |
| Francia 2018            | Christopher Cuéllar |
| Costa Rica 2022         | Ana Galindo         |
| Colombia 2024           | Ana Galindo         |

## Palmarés
Campeonato Femenino Sub-20 de la Concacaf:
- Campeón (2): 2018, 2023.
- Subcampeón (5): 2002, 2010, 2014, 2020, 2025
- Tercer Lugar (4): 2006, 2008, 2012, 2015.